# Király Attila (színművész)
Király Attila (Szeged, 1970. augusztus 25. –) magyar színész, rendező. Édesapja Király Levente,  a Nemzet Színésze.

## Pályája
1988-ban érettségizett Szegeden, a Radnóti Miklós Gimnáziumban, a Szegedi Nemzeti Színház Színészképző Stúdió növendéke lett. 1989-ben vették fel a Színház- és Filmművészeti Főiskolára, 1993-ban diplomázott. Még főiskolásként lett tagja a Vígszínháznak 1991-ben. 1999-től 2003-ig a Szegedi Nemzeti Színház művésze volt. 2003–2017 között szabadfoglalkozású színész.
2017-től a tatabányai Jászai Mari Színház tagja.
Első felesége Haumann Petra színésznő volt (2005–2014). Második felesége Lapis Erika, szintén színésznő.
A színészeten kívül tánccal és koreografálással is foglalkozik. Játékfilmekben és tévéfilmekben játszik, szinkronizál és rendez is.

## Színpadi szerepek
- Presser Gábor - Sztevanovity Dusán: A padlás....Lámpás, a törpe zsörtölődő szellem (1988)
- Az Arbat gyermekei....Kovaljov, egyetemista (1989)
- Büntetések....K. árnyéka (1989)
- Leonce és Léna....szolga (1991)
- Őrült nők ketrece....Jean Michel (1991)
- Szép Heléna....Akhilesz (1991)
- Harold Arlen - Lyman Frank Baum - Edgar Yipsel Harburg. Óz, a csodák csodája....Hunk, madárijesztő (1991)
- Goldoni: Két úr szolgája....Első hordár (1992)
- Gyilkosság a katedrálisban....Fiatal pap (1992)
- West Side Story....A-rab (1992)
- Az orvos és a halál....A tanár (1993)
- A fehér rózsás úr....Józsi, a pincér (1993)
- Menazséria....Városi ember II. (1993)
- Ibusár megállóhely....Istensegitsy Kálmán, agg közhuszár (1993)
- A domb....Stevens (1993)
- Leckék és 40 Mandelblaum....I. világháborús katona (1993)
- A Hielbronni Katica, avagy a tűzpróba....A rajnai Stein grófja; Waldstannen György (1994)
- Ödön von Horvath: Mesél a bécsi erdő....Erich (1994)
- Békés Pál: Össztánc (1994)
- Országalma....Ezredes, tábornok (1995)
- Szent Johanna....Kékszakáll (1995)
- Shakespeare: Macbeth....Boszorkány (1995)
- Átváltozások....Alonzo de Piraquo (1996)
- Dés László - Geszti Péter - Békés Pál. A dzsungel könyve....Maugli
- Háború és béke....Sándor cár (1996)
- Faust....Valentin (1996)
- Szabadon foglak....Bob (1997)
- Fekete Péter....Boy (1997)
- Shakespeare: Vízkereszt, vagy amit akartok....Sebastian (1997)
- Szent István körút 14. (1998)
- Haramiák....Moór Károly (1998)
- Graham Chapman - John Cleese - Eric Idle: Gyalog galopp....Óriás II. (1999)
- Buli van a Vígben (1999)
- West Side Story....Riff (2000)
- John Osborne: Dühöngő Ifjúság....Jimmy Porter (2000)
- Don Carlos....Posa (2001)
- Shakespeare: Szentivánéji álom....Puck (2001)
- Arthur Miller: A salemi boszorkányok....John Proctor (2002)
- Szabadon foglak....Bob (2002)
- Casanova nuova....Amoroso (2004)
- Örökös Tagság Gála (2004)
- Shakespeare: III. Richard....Lord Grey (2004)
- Pálffy L. Péter: Doboz/Ember (2005)
- Örökös Tagság Gála (2005)
- Shakespeare: Rómeó és Júlia....Mercutio (2006)
- Örökös Tagság Gála (2006)
- Appassionata....Károly (2006)
- Danton halála....Robespierre (2006)
- Örökös Tagság Gála (2007)
- Shakespeare: A windsori víg nők....Mr. Ford (2007)
- Molière: Mizantróp (Az új embergyűlölő)....Oronte (2008)
- Szakonyi Károly : Adáshiba....Dönci (2011)

### Rendezései
- Andersen - Pozsgai - Bornai: Hókirálynő (2006)
- Willy Russel: Vértestvérek (2007)
- Kalandra fel! (2007)
- Fejes Endre - Presser Gábor: Jó estét nyár, jó estét szerelem! (2008)
- Schisgal: Szerelem, Ó! (2009)
- Vajda K.: Anconai szerelmesek (2010)

### Koreográfus
- Lionel Bart: Twist Olivér (Olivér!)
- Gounod: Faust
- Shakespeare: A windsori víg nők
- Shakespeare: Rómeó és Júlia
- XY
- Nagy Ignác - Parti Nagy Lajos: Tisztújítás
- Neil Simon - Cy Coleman - Dorothy Fields: Sweet Charity/Szívem csücske
- Garaczi László: Plazma
- Kálmán Imre: Csárdáskirálynő
- Eisemann Mihály - Baróti Géza: Bástyasétány '77
- Jean Racine: Atália
- Richard Alfieri: Hat hét, hat tánc

## Filmjei

### Játékfilmek
- Kalózok (1999)
- Lámpaláz (1999)
- Sobri (2002)
- A szabadság útja (2003)
- Az alagút (2004)
- Parkoló (2015)

### Tévéfilmek
- X polgártárs (1995)
- Istálló (1996)
- Kisváros (1994-1999)
- 40 millió (1994)
- Kávéház (2001)
- Napóleon (2002)
- Presszó (2008)
- Jóban Rosszban (2013-2014)
- Aranyélet (2015)
- Válótársak (2016)
- Drága örökösök (2019-2020)
- Jófiúk (2019)
- Doktor Balaton (2020–2022)
- A tanár (2021)
- Drága örökösök – A visszatérés (2022–2024)
- Hunyadi (2025)

## Szinkron

### Sorozatbeli szinkronszerepek
- Falco - Alexandre Falco (Sagamore Stévenin)
- Az utolsó zsaru -Mick Brisgau (Henning Baum)
- Vészhelyzet - Dr. Michael Gallant (Sharif Atkins)
- Bostoni halottkémek - Dr. Trey Sanders (Mahershala Ali), Hallmarkos változatban.
- Derült égből család - Nate Bazile (Kristoffer Polaha)
- Hawaii Five-O - Danny Williams (Scott Caan)
- Sue Thomas - F.B.Eye - Dimitrius Gans (Marc Gomes), 2. hang.
- Csillagközi szökevények - John Crichton (Ben Browder), 2. hang.
- Az elnök emberei - Matthew Santos (Jimmy Smits)
- Az elit alakulat - Ronald Speirs százados (Matthew Settle)
- Sírhant művek - Keith Charles (Mathew St. Patrick)
- Frank Riva - Hervé Sebastian (Cédric Chevalme)
- Seven Days – Az időkapu - Craig Donovan kapitány (Don Franklin)
- 4400 - Richard Tyler (Mahershala Ali)
- A színfalak mögött - Simon Stiles (D. L. Hughley)
- Tinik, tenisz, szerelem - Coach Artie Gunnerson (Thierry René)
- Lovespring ügynökség - Alex Odom (Mystro Clark)
- Ez a ház totál gáz - Mauri Hidalgo (Luis Merlo)
- Halott ügyek - Nicco Sevallis nyomozó (Gregory Calpakis)
- ReGenesis - Carlos Serrano (Conrad Pla)
- Sleeper Cell - Terrorista csoport - Salim (Omid Abtahi)
- Ally McBeal - Victor Morrison (Jon Bon Jovi)
- 24 - Hector Salazar (Vincent Laresca)
- Róma - Titus Pullo (Ray Stevenson)
- Deadwood - Dan Dority (W. Earl Brown), 2. hang.
- Szellemekkel suttogó - Jim Clancy (David Conrad)
- Bűvölet - Paolo (Duccio Giordano)
- Eli Stone - Nathan Stone (Matt Letscher)
- Mindenki utálja Christ! - Julius Rock (Terry Crews)
- South Park - Stephen Stotch (Matt Stone)
- Lego Ninjago: A Spinjitzu mesterei - Lord Garmadon/Garmadon Sensei
- A nagy svindli - Clinton Jones (Sharif Atkins)
- Johnny Test – Hugh Test
- Tabu - Tom Hardy
- The Walking Dead - Ezekiel  (Khary Payton)
- Ki vagy, doki? (Karácsonyi támadás) - Blake őrnagy (Chu Omambala)
- Fur TV - Zsíros Ed - Don Austen
- Az utolsó ember a Földön - Phil Tandy Miller - Will Forte

### Filmbeli szinkronszerepek
- Godfrey, a lakáj - Godfrey - (William Powell)
- Fogságban - Franklin Birch - (Terrence Howard)
- Iwo Jima fövenye - Al Thomas őrvezető (Forrest Tucker)
- Orfeusz - további magyar hang
- Országúton - további magyar hang
- Jó fiú és rossz fiú - további magyar hang
- Hajsza a föld alatt - további magyar hang
- Egy zseni, két haver, egy balek (2. szinkron) - börtönőr
- American Graffiti 2. - Felix (Ralph Wilcox)
- Hair - további magyar hang
- Nyugaton a helyzet változatlan - további magyar hang
- Raymond Graham kivégzése - további magyar hang
- A tánckar - Don (Blane Savage)
- Texasi krónikák: Lonesome Dove - Dish Boggett (D.B. Sweeney)
- Rosszcsontok égen-földön - Cohn (Raymond Forchion)
- A világ végéig - Ned (Bart Willoughby)
- Férfias játékok - Sean Miller (Sean Bean)
- A fűnyíró ember - igazgató (Dean Norris)
- Végzetes szenvedély - Paul Makely (Michael Bowen)
- Részeges karatemester 2. - további magyar hang
- Csendszimfónia - Cole 15 és 28 évesen (Joseph Anderson/Anthony Natale)
- A fűhárfa - Riley Henderson (Sean Patrick Flanery)
- A fűnyíró ember 2. - Guillermo (Castulo Guerra)
- Mint a kámfor - Kenneth (Isaiah Washington)
- Detroit Rock City - Kenny (Nick Scotti)
- Hagymaföld - Karl Francis Hettinger nyomozó (John Savage)
- Pokémon - Ash kihívója
- Tabu - Soji Okita (Shinji Takeda)
- Csóró Jack és a luxusbébi - Jack Bogart (Kai Wiesinger)
- Az egyetlen túlélő - Joe Carpenter (Billy Zane)
- 13 kísértet - Benjamin Moss (JR Bourne)
- Az élet nyomában - további magyar hang
- Halálos bosszúvágy - további magyar hang
- Összeesküvés - Dr. Joseph Bühler (Ben Daniels)
- Vad kanok - Kyle Brenner (Jake Busey)
- 40 nap 40 éjszaka -  Matt Sullivan (Josh Hartnett)
- Átutazó invázió - Darian (Kedar Brown)
- Charlie kettős élete - Emil Zadapec (Ted Levine)
- Félholt - 49-Egyes/Donny Johnson (Morris Chestnut)
- A gyávaság tollai - további magyar hang
- Idegen szív - további magyar hang
- Pánikszoba - Junior (Jared Leto)
- A Skorpiókirály - Takmet (Peter Facinelli)
- Véres vasárnap - további magyar hang
- Államfőnök - Bernard Cooper (Keith David)
- Azumi - Inoue, Kanbe`e (Kazuki Kitamura)
- A szupercsapat (film) -  Bosco Albert "R.F." (Rosszfiú) Baracus (Quinton Jackson)
- Bad Boys 2. – Már megint a rosszfiúk - Icepick (Treva Etienne)
- Bölcsőd lesz a koporsód -  további magyar hang
- Egymásra utalva - Charlie Halliday (Barry Pepper)
- Az eltűntek - Russell J. Wittick (Ray McKinnon)
- Halálosabb iramban - Brian O`Conner (Paul Walker)
- Horrorra akadva 3. - további magyar hang
- Kenguru Jack - Frankie Lombardo (Michael Shannon)
- Stanley, a szerencse fia - Dr. Pendanski (Tim Blake Nelson)
- A Nap könnyei - további magyar hang
- Némó nyomában - Pizsi (Albert Brooks)
- S.W.A.T. - Különleges kommandó - Brian Gamble (Jeremy Renner)
- A sötétség leple - további magyar hang
- Végső állomás 2. - Eugene Dix (Terrence `T.C.` Carson)
- Arthur király - Cynric (Til Schweiger)
- Bionicle 2. - Metru Nui legendája - Whenua (Paul Dobson)
- Bukott angyal - Kuratha (C. Thomas Howell)
- Dilis randi - Hack (Lee Tergesen)
- Emelt fővel - további magyar hang
- Flúgos járat - további magyar hang
- Tolvajszezon - Simeon Guant (David Murray)
- Hidalgo – A tűz óceánja - Bin Al Ré herceg (Said Taghmaoui)
- Az utolsó jelenet - Pike ügynök (Thomas McCarthy)
- Várj, míg világos lesz! - Lon Saunders (Kyle Cassie)
- Aeon Flux - Oren Goodchild (Jonny Lee Miller)
- Bionicle 3. - Árnyak hálója - Whenua
- Carlito útja: A felemelkedés - Leroy `Hollywood Nicky` Barnes (Sean `P. Diddy` Combs)
- Bleach - Ukitake Jushiro (Hideo Ishikawa)
- Fullmetal Alchemist - A bölcsek kövének nyomában - Van Hohenheim (Masashi Ebara) - sorozat
- Fullmetal Alchemist: Testvériség - Van Hohenheim (Ishizuka Unshou)
- Fullmetal Alchemist - Shamballa hódítója - Van Hohenheim (Masashi Ebara) - movie
- Kaleido Star - Kalos Eido (Keiji Fujiwara)
- Gyilkos cápák - Veszedelmes vizeken - Shane Jones (Riley Smith)
- A három nővér - Gary Sokol (Eric McCormack)
- Kegyetlen jel - Matt Parish felügyelő (Justin Chambers)
- Légihíd - Haragos égbolt - Harry Keynes (Henning Baum)
- A múlt fogságában - David Roby (Aidan Quinn)
- Szerelem sokadik látásra - Peter (Gabriel Mann)
- Szexi és halálos -  további magyar hang
- Terror a tenger alatt -  további magyar hang
- A tintahal és a bálna - Ivan (William Baldwin)
- A dicsőség zászlaja - Rene Gagnon (Jesse Bradford)
- Az ember gyermeke - Patric (Charlie Hunnam)
- Horrorra akadva 4. - Shaq (Shaquille O’Neal)
- Kettőt találhatsz - Fritz (Timothy Olyphant)
- Kiskarácsony mindenáron - kamionos (Ty Olsson)
- Magma - Peter Shepherd (Xander Berkeley)
- Miniszoknyás Mikulás - Luke Jessup (Ivan Sergei)
- Pusztulás - további magyar hang
- Step up - Tyler Gage (Channing Tatum)
- Táncoló talpak - Maurice (Dee Bradley Baker)
- Apu boldogsága - Monty (Idris Elba)
- Billy & Mandy`s Big Boogey Adventure - Horror (George Segal)
- Börtönvonat Yumába - Grayson Butterfield (Dallas Roberts)
- A Cég – A CIA regénye - Szergej Kukuskin (Scott Alexander Young)
- Híd Terabithia földjére - Bill Burke (Latham Gaines)
- Kasmír szívek - Gian Singh/Mohammad Hassan (Jimi Mistry)
- A másik én - Vitale nyomozó (Nicky Katt)
- Napfény - Pinbacker (Mark Strong)
- P.S. I Love You - William (Jeffrey Dean Morgan)
- Volt egyszer egy igazság - további magyar hang
- Mondd, testvér - Dewey Hughes (Chiwetel Ejiofor)
- A halálraítélt - Conrad (Steve Austin)
- Ausztrália - további magyar hang
- Cincin lovag - Pietro (Charles Shaughnessy)
- Az elítélt - Jackson hadnagy (Harold Perrineau)
- A határvonal - Wire (Kevin Gage)
- Hancock - további magyar hang
- A 30-as út - Arden (Kevin Rahm)
- Határtalan indulat - Miguel (Greg Serano)
- Idegenek a pokolból - Seth Steadman (Mathew St. Patrick)
- A kívülálló - Wulfric (Jack Huston)
- Max Payne - Egyszemélyes háború - Jim Bravura (Ludacris)
- Narnia Krónikái: Caspian herceg - Trumpkin (Peter Dinklage)
- A sötét lovag - Anthony Garcia polgármester (Nestor Carbonell)
- Trópusi vihar - Byong (Reggie Lee)
- Volt - rendező (James Lipton)
- WALL·E - WALL·E (Ben Burtt)
- A Boszorkány-hegy - Dominick (Robert Torti)
- Spancserek - Gil (Mather Zickel)
- Mondd, testvér! - Dewey Hughes (Chiwetel Ejiofor)
- Rozsomák - Omega Red (Vörös Omega) - (Ootomo Ryuozaburou)
- Mad Max – A harag útja - Mad Max (Tom Hardy)
- Hot Wheels AcceleRacers - Tork Maddox (Adrian Holmes)
- Így neveld a sárkányodat 2. - Draco Vérdung (Djimon Hounsou)

Kétszer szinkronizálta Danny McBridet:
- Fúrófej Taylor - Don
- Az elveszettek földje - Will Stanton

Háromszor szinkronizálta Jack Nicholsont:
- A terror - Andre Duvalier hadnagy
- Testi kapcsolatok - Jonathan Fuerst
- Ragyogás - Jack Torrance

Kétszer szinkronizálta Romany Malcót:
- A szmokinger - Mitch
- Bébi mama - Oscar

Kétszer szinkronizálta Kazuki Kitamurát:
- Azumi - Inoue, Kanbe`e
- Azumi 2. - Szerelem vagy halál - Inoue, Kanbe`e

Kétszer szinkronizálta Noah Emmericht:
- Apró titkok - Larry Hedges
- A zsaruk becsülete - Francis Tierney, Jr.

Kétszer szinkronizálta Snoop Doggot:
- Starsky és Hutch - Huggy Bear
- Gengszter horror - HOH/Devon

Kétszer szinkronizálta Xzibitet:
- Kisiklottak - Dexter
- xXx2 - A következő fokozat - Zeke

Háromszor szinkronizálta Terrence Howardot:
- Rókavadászat - Kacsa
- A Vasember - James „Rhodey” Rhodes alezredes
- Bunyó - Harvey Boarden

Háromszor szinkronizálta James Francót:
- Pókember 2. - Harry Osborn
- Pókember 3. - Harry Osborn/Új Manó
- Holiday - Önmaga

Háromszor szinkronizálta Romain Durist:
- Lakótársat keresünk - Xavier
- Még mindig lakótársat keresünk - Xavier
- Molière - Jean-Baptiste Poquelin/Molière

Háromszor szinkronizálta Scott Caant:
- Ocean’s Eleven – Tripla vagy semmi - Turk Malloy
- Ocean’s Twelve – Eggyel nő a tét - Turk Malloy
- Ocean’s Thirteen – A játszma folytatódik - Turk Malloy

Háromszor szinkronizálta Gael García Bernalt:
- Rossz nevelés - Ángel/Juan/Zahara
- Az álom tudománya - Stéphane Miroux
- Bábel - Santiago

Hétszer szinkronizálta Johnny Deppet:
- A Karib-tenger kalózai (filmsorozat) 1–5. rész - Jack Sparrow kapitány
- A magányos lovas - Tonto
- Doctor Parnassus és a képzelet birodalma - Tony

### Videojáték
- League of legends - Pyke, Kayn (Rhaast)
- God of War - Baldur

## Díjai
- Hegedűs Gyula-emlékgyűrű (1998)
- Dömötör-díj (legjobb férfi főszereplő) 1999/2000-es évadban